# Elezioni suppletive per la Camera dei rappresentanti degli Stati Uniti d'America del 1809
Nel corso del 1809 si tennero elezioni suppletive per la Camera dei rappresentanti per eleggere deputati della Camera nei distretti rimasti vacanti.

## Risultati

### 1º distretto congressuale della Pennsylvania
Le elezioni suppletive nel 1° distretto congressuale della Pennsylvania si sono tenute il 10 ottobre, in seguito alle dimissioni di Benjamin Say.
| Partito                            | Partito                                               | Candidato                          | Risultati 10 ottobre | Risultati 10 ottobre |
| Partito                            | Partito                                               | Candidato                          | Voti                 | %                    |
| ---------------------------------- | ----------------------------------------------------- | ---------------------------------- | -------------------- | -------------------- |
|                                    | Democratico-Repubblicano                              | Adam Seybert                       | 5 936                | 59,48                |
|                                    | Democratico-Repubblicano                              | Richard R. Smith                   | 4 043                | 40,52                |
|                                    |                                                       |                                    |                      |                      |
| Iscritti                           | Iscritti                                              | Iscritti                           | 9 979                | 100,00               |
| ↳ Votanti (% su iscritti)          | ↳ Votanti (% su iscritti)                             | ↳ Votanti (% su iscritti)          | 9 979                | 100,00               |
| ↳ Voti validi (% su votanti)       | ↳ Voti validi (% su votanti)                          | ↳ Voti validi (% su votanti)       | 9 979                | 100,00               |
| ↳ Schede non valide (% su votanti) | ↳ Schede non valide (% su votanti)                    | ↳ Schede non valide (% su votanti) | 0                    | 0,00                 |
| ↳ Astenuti (% su iscritti)         | ↳ Astenuti (% su iscritti)                            | ↳ Astenuti (% su iscritti)         | 0                    | 0,00                 |
|                                    |                                                       |                                    |                      |                      |
|                                    | Esito: collegio confermato a Democratico-Repubblicano |                                    |                      |                      |

## Riepilogo
| Data       | Stato        | Collegio | Parlamentare uscente | Partito                  | Parlamentare eletto | Partito                  |
| ---------- | ------------ | -------- | -------------------- | ------------------------ | ------------------- | ------------------------ |
| 10 ottobre | Pennsylvania | 1°       | Joseph Clay          | Democratico-Repubblicano | Benjamin Say        | Democratico-Repubblicano |
| dicembre   | Virginia     | 21°      | Wilson C. Nicholas   | Democratico-Repubblicano | David S. Garland    | Democratico-Repubblicano |